# Highleadon
Highleadon är en by i civil parish Rudford and Highleadon, i distriktet Forest of Dean, i grevskapet Gloucestershire i England. Byn är belägen 8 km från Cirencester. Highleadon var en civil parish 1866–1935 när blev den en del av Rudford. Civil parish hade 104 invånare år 1931.